# Lijepa li si
"Lijepa li si" je singl Marka Perkovića Thompsona s albuma Vjetar s Dinare. Jedna je od Thompsonovih najpoznatijih singlova i najpopularnijih hrvatskih domoljubnih pjesama.

## O pjesmi
Snimljena je 1998. godine, a i danas je jedna od najpopularnijih domoljubnih pjesama. Tekst spominje gotovo sve regije Hrvatske (Zagora, Zagorje, Slavonija, Dalmacija, Lika, Istra) i regiju Bosne i Hercegovine (Herceg-Bosna). Zbog pjesama poput "Lijepa li si", "Bojne Čavoglave", "E, moj narode" i sličnih, Marko Perković postao je popularan kao domoljubni pjevač u Hrvatskoj.
Godine 2011., Narodni radio je u izboru od 20-ak pjesama odabrao "Lijepa li si" kao najbolju hrvatsku domoljubnu pjesmu.

## Obrade
Iako je izvornu albumsku pjesmu snimio sam Thompson, u službenom spotu je obradio pjesmu s više hrvatskih glazbenika. U toj obradi s Perkovićem pjevaju Alen Vitasović, Mladen Grdović, Mate Bulić, Miroslav Škoro i Giuliano.
U Thompsonovom sedmom studijskom albumu Druga strana, koji se sastoji samo od obrada njegovih popularnih singlova, nalazi se i obrada pjesme "Lijepa li si". Obrađena je od strane samog Perkovića i gitarista Tihe Orlića. U obradi nema značajnijih razlika od izvorne pjesme s albuma Vjetar s Dinare, osim što je glazba pjesme više orkestralno odsvirana nego starija verzija.

## Pjesma hrvatske nogometne reprezentacije na Euru 2016.
Hrvatski nogometni savez u siječnju 2016. godine proveo je anketu za izbor pjesme koja će predstavljati Hrvatsku na Europskom prvenstvu u nogometu - Francuska 2016. te biti puštena s razglasa uoči i nakon utakmica Vatrenih. Od 27 000 glasača, njih više od 80 % dalo je glas pjesmi „Lijepa li si”.

## Vanjske poveznice
- Lijepa li si  Arhivirana inačica izvorne stranice od 3. travnja 2012. (Wayback Machine) na thompson.hr